# Олександра Немирич
Олекса́ндра Андрі́ївна Неми́рич (? – після 1639) – руська (українська) шляхтянка з роду Немиричів, гербу Клямри.

## Відомості
Олександра Немирич – донька київського земського судді Андрія Немирича, який уважається засновником черняхівської гілки роду Немиричів. У першому шлюбі за Іваном Загоровським, а другим за Романом Гостським. Останній обіймав посади володимирського підкоморія, володимирського старости, київського каштеляна, а під кінець життя – сенатор Речі Посполитої. Власник містечка Гоща. Як і Олександра, за віросповіданням аріанин. Про нащадків з цього шлюбу наявні джерела не повідомляють. Відомо, що Роман Гостський помер близько 1639 року. Олександра підтримала та сприяла відкриттю у 1639 році Раїною княгинею Соломирецькою з Гостських православного монастиря Архистратига Михаїла та школи при ньому. Зокрема дозволила викупити для монастиря село Курозвани. Згодом школу називали Гощинська академією. Про місце смерті та поховання Олександри Гостської з Немиричів невідомо.